# Kalu Uche
Kalu Uche (n. 15 noiembrie 1982 în Aba) este un jucător de fotbal nigerian retras din activitate, care a evoluat în special pe postul de atacant.
Și-a petrecut cea mai mare parte a carierei în Spania, în principal cu Almería, cu care a strâns un total de 117 meciuri și 27 de goluri în La Liga (212 apariții și 45 de goluri cuprinse în toate competițiile). De asemenea, a concurat profesional în campionatele din țări precum Polonia, Franța, Elveția, Turcia, Qatar și India.
Component al echipei naționale a Nigeriei în anii 2000, Uche și-a reprezentat țara la Campionatul Mondial de Fotbal 2010 și la Cupa Africii pe Națiuni 2010. 